# Клоди Еньоре
Клодѝ Еньорѐ (на френски: Claudie Haigneré, до омъжването си Клоди Андрѐ-Дезѐ на френски: Claudie André-Deshays) е френски лекар, политик и космонавт на Националния център за космически изследвания (1985 – 1999) и Европейската космическа агенция (1999 – 2002).

## Образование
Родена е на 13 май 1957 г. в град Льо Крьозо, департамент Сон е Лоар, Франция. Еньоре изучава медицина в медицинския факултет в университета (на френски: Paris-Cochin). Тя получава сертификати в областта на биологията и спортната медицина (1981), авиационна и космическа медицина (1982) и ревматология (1984). През 1986 г. тя получава диплом по биомеханика и физиология на движението. Тя защитава кандидатска дисертация по неврология през 1992 г..

## Космическа кариера
Еньоре е резервен член на екипажа през 1993 г. в мисията „Алтаир“ на станцията „Мир“, в която взема участие нейния бъдещ съпруг Жан-Пиер Еньоре. В чест на тяхното бракосъчетание е наречен астероид 135268 Еньоре. Еньоре прекарва на космическата станция „Мир“ 16 денонощия през 1996 г. в рамките на руско-френската мисия „Касиопея“. През 2001 г. Еньоре става първата европейска жена, посетила Международната космическа станция, в рамките на мисията „Андромеда“. Напуска ЕКА на 18 юни 2002 г.. Прекарва в космоса – 25 денонощия 14 часа 22 минути.

## Политическа кариера
След приключване кариерата на астронавт Еньоре влиза във френската политика. Тя става министър по европейските въпроси в правителството на Жан-Пиер Рафарен и заместник министър по въпросите на научните изследвания и нови технологии.

## Други
На 23 декември 2008 Клоди Еньоре е приета в болница в Париж след опит за отравяне с голямо количество медикаменти.